# Amokfahrt in Münster

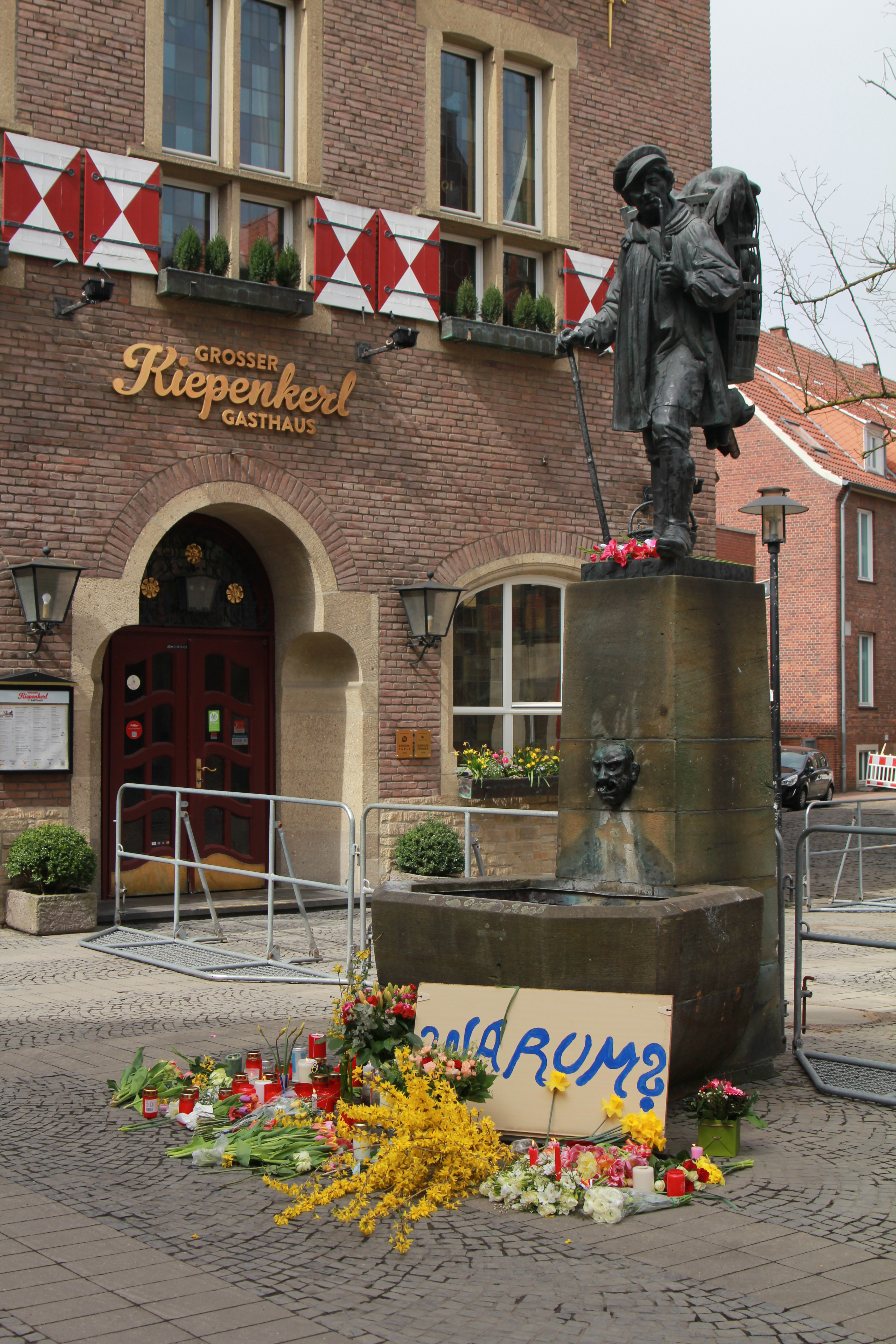
Trauerbekundungen am Kiepenkerl-Denkmal am Tag danach

Bei der Amokfahrt in Münster lenkte am 7. April 2018 ein 48-Jähriger am Kiepenkerl-Denkmal im Zentrum der westfälischen Stadt Münster einen Kleinbus in eine Gruppe von Menschen. Vier Menschen starben, mehr als 20 wurden zum Teil schwer verletzt. Der Täter erschoss sich anschließend selbst. Die Polizei schloss nach Ermittlungen einen politischen oder extremistischen Hintergrund aus; die Tat war offenbar ein erweiterter Suizid.

## Tat

### Tathergang

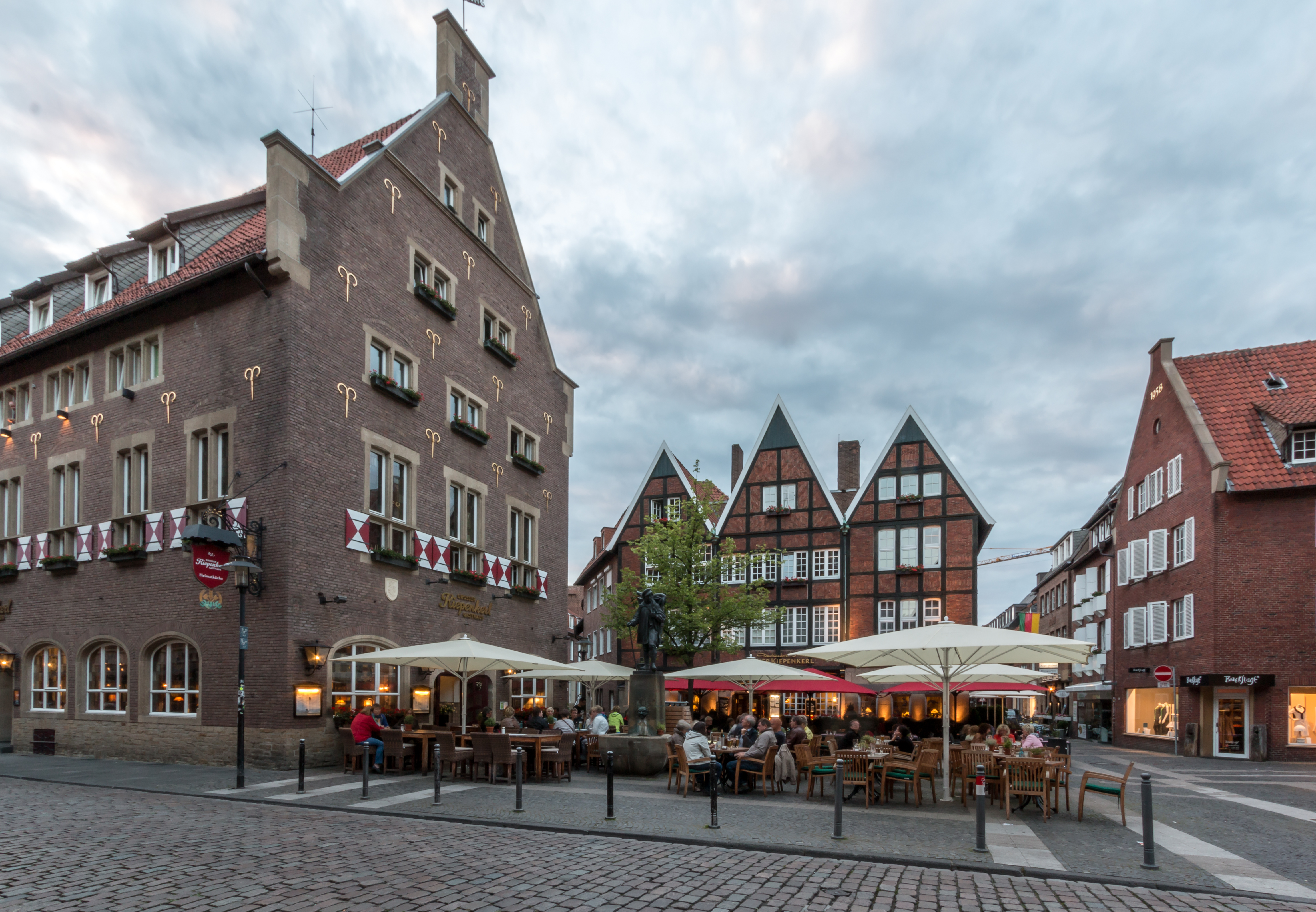
Platz mit dem Kiepenkerl-Denkmal und der Gaststätte „Großer Kiepenkerl“ (2014)

Am Samstag, den 7. April 2018 wurde gegen 15:27 Uhr ein Kleinbus vom Typ VW California (T5) in eine Gruppe von Menschen gelenkt, die sich auf der Außenterrasse des Restaurants „Großer Kiepenkerl“ aufhielten. Diese befindet sich im Zentrum Münsters auf dem Platz am Kiepenkerl-Denkmal direkt an der verkehrsberuhigten Straße Spiekerhof, die zum Tatzeitpunkt wegen des schönen Wetters sehr belebt war.
Durch die Tat wurden vier Menschen getötet und mehr als 20 verletzt, sechs davon schwer.

### Täter
Täter war ein 48-jähriger deutscher Staatsbürger namens Jens Alexander R., der in Münster lebte und als Industriedesigner arbeitete. Er stammte aus dem Sauerland, wuchs in Madfeld auf und machte am Gymnasium Petrinum Brilon sein Abitur. Er besaß weitere Wohnungen in Pirna und Heidenau bei Dresden. Er litt an psychischen Problemen.
Gegen Jens R. hatte es fünf Strafverfahren gegeben, davon drei bei der Staatsanwaltschaft Münster und zwei bei der Staatsanwaltschaft Arnsberg. Die Verfahren in Arnsberg behandelten zwei „Auseinandersetzungen im familiären Bereich“ aus den Jahren 2014 und 2016. In Münster wurden ihm unerlaubtes Entfernen vom Unfallort (2015), Sachbeschädigung (2015) und Betrug (2016) vorgeworfen. Alle Verfahren wurden wegen nicht hinreichenden Tatverdachts eingestellt.
Einen politischen oder extremistischen Hintergrund schloss die Polizei aus. Die Tat wurde als erweiterter Suizid aus persönlichen Gründen eingeschätzt.

## Ermittlungen

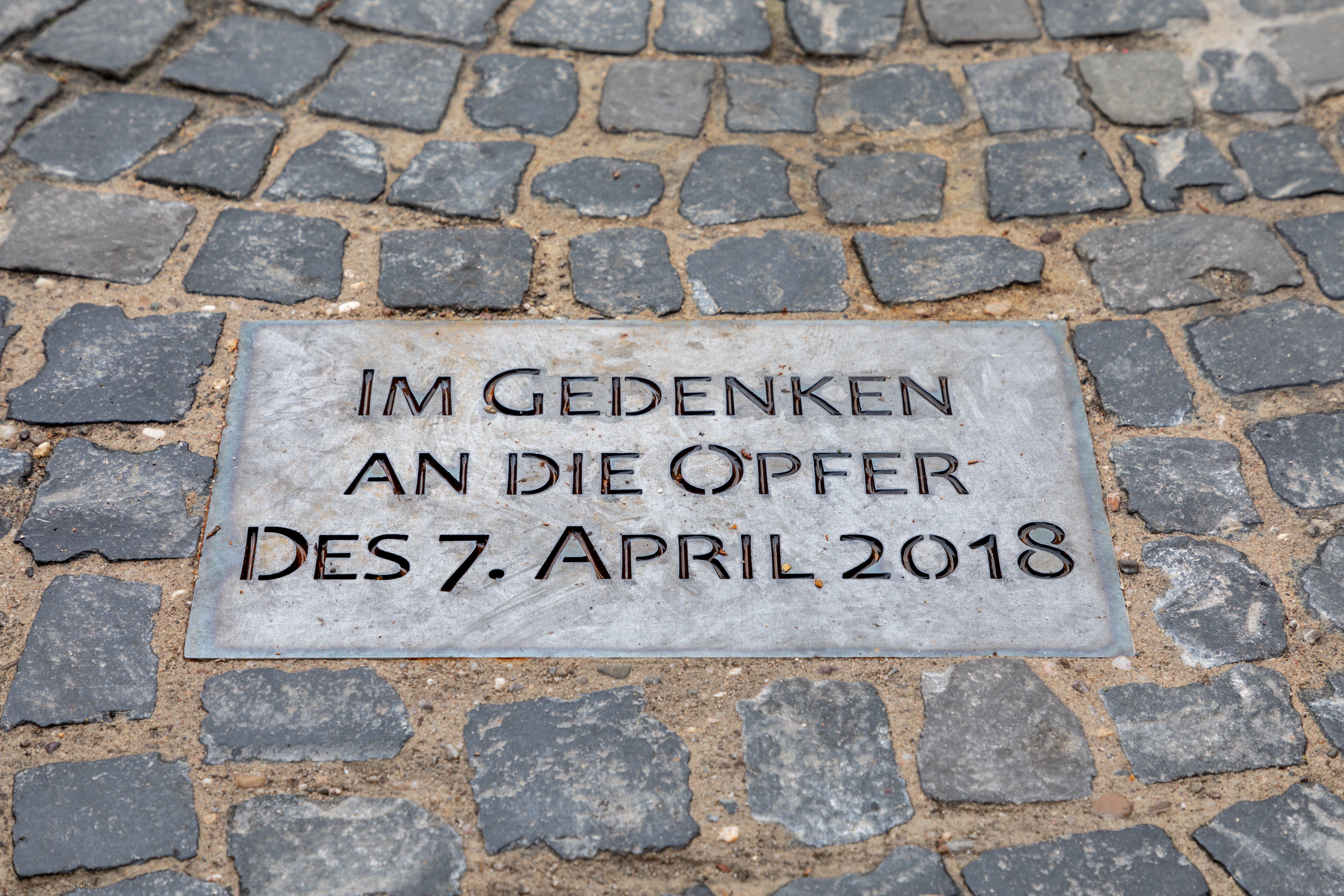
Gedenkplatte

Polizisten stellten im Fahrzeug die illegal beschaffte, für den Suizid verwendete Pistole sicher und fanden eine Schreckschusswaffe und rund ein Dutzend illegaler Knallkörper, sogenannte „Polenböller“. Am Abend der Tat wurde die Münsteraner Wohnung von Jens R. durchsucht. Es wurden weitere Knallkörper und ein unbrauchbar gemachtes Sturmgewehr vom Typ AK 47 gefunden.
Das Bundeskriminalamt schaltete ein Online-Hinweisportal ein.
Im Tatfahrzeug des Amokfahrers fand die Polizei drei weitere Projektile in Einschusslöchern in der Lehne und Sitzfläche der Rückbank. 2018 fehlten Angaben, ob die Projektile aus der Waffe des Amokfahrers stammen.
Im Mai 2020 wurden die Ermittlungen eingestellt.

## Reaktionen

### Stadt Münster
Im Rathaus der Stadt wurde ein Kondolenzbuch ausgelegt. Am Tag nach der Tat besuchten Bundesinnenminister Horst Seehofer, NRW-Landesinnenminister Herbert Reul, NRW-Ministerpräsident Armin Laschet und der Münsteraner Oberbürgermeister Markus Lewe gemeinsam den Tatort und legten dort Blumen und Kerzen nieder. Am Sonntagabend fand im Münsteraner Dom ein ökumenischer Gedenkgottesdienst „für die Opfer des gestrigen Tages“ statt, der von Bischof Felix Genn geleitet wurde und an dem 1600 Menschen teilnahmen.
Das Universitätsklinikum Münster rief zu Blutspenden auf. Die Resonanz war so groß, dass der Aufruf bereits wenig später ausgesetzt werden konnte.

### Bundes- und Landesregierung
Bundesinnenminister Horst Seehofer nannte die Tat ein „feiges und brutales Verbrechen“, eine „absolute Sicherheit gebe es vor solchen Taten nicht“. NRW-Ministerpräsident Armin Laschet sprach von „einem schrecklichen Tag für unser Land“. Die Bundeskanzlerin Angela Merkel äußerte sich zutiefst erschüttert.

### Nachrichten
Die ARD hatte ursprünglich eine Brennpunkt-Sendung für 20:15 Uhr geplant. Nachdem „offenbar kein terroristischer Hintergrund vorlag“, wurde sie wieder abgesagt.

### International
Die Tat fand auch international ein außergewöhnlich breites Medienecho; Fernsehsender, Internetportale und Printmedien erwähnten sie an prominenter Stelle.

## Verbreitung von Falschnachrichten

### Medien
Die Polizei forderte bald nach der Tat dazu auf, keine Spekulationen zu verbreiten. Dennoch kam es kurz nach der Tat zu Live-Fernsehberichten von n-tv und Welt, in denen unter anderem über zwei geflohene Täter und angeblich im LKW deponierte Sprengsätze sowie über erfolgte Bombenentschärfungen berichtet wurde. Kommentatoren stellten auch Bezüge zur Flüchtlingskrise her. Diese Behauptungen stellten sich bald als Falschmeldungen heraus.
Für den Deutschlandfunk kritisierte Christoph Sterz unter anderen den n-tv-Reporter Ulrich Klose wegen der „diffamierenden“ Verwendung des „rassistischen Begriff[s] ‚Passdeutscher‘, mit dem Deutsche mit Migrationshintergrund gemeint sind.“ Als solchen bezeichnete Klose den Tatverdächtigen, nachdem dessen persönliche Daten bekannt wurden. Rainer Wendt, Bundesvorsitzender der Deutschen Polizeigewerkschaft, beteiligte sich ebenfalls an den Spekulationen und äußerte im Rahmen der Live-Berichterstattung der 'Welt', dass „in Deutschland ein Terroranschlag mit ganz alltäglichen Gegenständen möglich sei“. Einen Tag später verkündete der Sender n-tv auf Twitter eine für ihn starke Einschaltquote von 3,5 %.

### AfD-Abgeordnete
Abgeordnete der rechtspopulistischen AfD verdächtigten vor ersten Ermittlungsergebnissen öffentlich islamistische Terroristen oder Flüchtlinge als Täter.
So schrieb etwa die stellvertretende Fraktionsvorsitzende der Partei im Bundestag, Beatrix von Storch, auf Twitter: „Wir schaffen das“, eine Anspielung auf die Migrationspolitik der Bundesregierung, versehen mit einem wütenden Smiley. CSU-Generalsekretär Markus Blume forderte von Storch zur Rückgabe ihres Bundestagsmandats auf, NRW-Innenminister Herbert Reul fand die Aussage „unverantwortlich“.
Von Storch bat später um Entschuldigung. Auf Twitter schrieb sie jedoch, der Täter sei ein „Nachahmer“ islamistischer Gewalttäter.
Zwei Tage nach der Auto-Attacke, als weiterhin keine Hinweise auf einen islamistischen oder muslimischen Hintergrund der Tat vorlagen, twitterte der AfD-Landtagsabgeordnete André Poggenburg, der Täter sei zum Islam konvertiert. Dies würden die deutschen Medien jedoch verschweigen.
Norbert Kleinwächter, ebenfalls Bundestagsabgeordneter der AfD, twitterte, dass „verblendete Islamisten, diese tickenden Zeitbomben“ verantwortlich seien. Nachdem bekannt wurde, dass der Tatverdächtige ein gebürtiger Deutscher ist, löschte Kleinwächter den Tweet.